# Carl Helsted
Carl Helsted   (Copenhaguen, 4 de gener de 1818 - Copenhaguen, 7 de juny de 1904) fou un flautista i compositor danès. Era germà d'Edvard Helsted i pare de Gustav Helsted i Viggo Helsted. El seu pare, Siger Helsted, també era músic.

## Biografia
Després de la seva formació musical, Carl Helsted es va convertir en flautista a la Guàrdia Reial de Dinamarca el 1834, però ja el 1837 va treballar a la Capella Reial. Allà va romandre fins al 1884, des del 1870 com a concertista ("autèntic mestre de cant"), la qual cosa significava que era el líder del cor d'òpera i el director adjunt. Paral·lelament a la seva carrera com a flautista, Helsted s'havia format com a professor de cant, tant a casa seva com a Alemanya i França. Des del 1842 va formar nombrosos estudiants de cant per al Teatre Reial. Helsted va tenir una gran influència al llarg de la segona meitat del segle, tant en els cantants com en l'ensenyament del cant en el seu conjunt. Es diu que, gràcies a ell, Dinamarca va comptar en aquests anys amb un gran nombre de cantants amb talent que podien gaudir de prestigi a nivell internacional.
Del 1867 al 1902 també va ser cantant al Conservatori de Música i, després de la mort de Niels W. Gade el 1890 va passar a ser membre del consell del conservatori fins al 1901. Va esdevenir cavaller de l'Orde de la Dannebrog el 1866, Dannebrogsmand el 1893 i professor titular el 1884.
Està enterrat al cementiri de Holmen.

## Tasca com a compositor
Carl Helsted va participar en un concurs el 1840. Niels Gade el va guanyar amb la seva obertura Ossian, però per la seva contribució va rebre una menció honorífica. Es van interpretar diverses de les seves obres més importants, però va renunciar a la seva carrera com a compositor ben aviat a favor de la de professor de cant.

### Obres
- op. 1 Cançons alemanyes (6 cançons per a una veu cantant)
- op. 2 Quartet (piano, viola i violoncel)
- op. 4 Tres poemes de Schack von Staffeldt
- op. 5 Cinc cançons
- op. 7 Tres poemes de Christin Winther (piano i veu)
- Quartet de corda 1837
- 3 poemes de Christian Winther per a veu cantant amb piano / dedicat
- Cantata festiva interpretada a l'Església de Lyngby pel rei (Cristià VIII) i la primera presència de la reina a l'església després de la coronació a Frederiksborg (solista, cor i potser orgue juntament amb el seu germà Edvard, 1840)
- Quartet de corda en mi bemoll major (1841/1862)
- Psalm (solista, cor i orquestra 1841)
- Obertura en re menor (1841)
- Simfonia núm. 1 en re major (1842)
- Simfonia idíl·lica núm. 2 en fa major (1844)
- Quartet de piano en mi bemoll major (1844)
- Stjernelil (cançó 1848)
- Liden Kirsten (soprano, cor i orquestra - 1851)

- En Aften i Rivoli (vodevil en un acte. Música arranjada per C. Helsted)
- Nu Dagen lukket har sit Øje (cançó)
- Vaaren af Frederik Paludan-Müller (1845)
- En Sommernat (cançó)
- Sov nu sødt i hellig Fred! (cor masculí)
- En Comedie i det Grønne (text: H.C. Andersen)
- Den Usynlige paa Sprogø, dramatisk Spøg i een Act (text: H.C. Andersen)